# Elektronische Reisegenehmigung (Vereinigtes Königreich)
Die elektronische Reisegenehmigung (englisch Electronic Travel Authorisation, Abkürzung: ETA) ist ein digitales Reisegenehmigungssystem für das Vereinigte Königreich. Es gilt seit dem 2. April 2025 für alle Besucher des Vereinigten Königreichs, die kein Visum benötigen. Dies betrifft Staatsbürger der Mitgliedstaaten der Europäischen Union (außer Irland) sowie der Europäischen Freihandelsassoziation (EFTA), der Vereinigten Staaten, Japans, Australiens, Neuseelands sowie einiger anderer Länder. Die Beantragung einer ETA ist kostenpflichtig.

## Einführung
Das System ähnelt dem US-amerikanischen Electronic System for Travel Authorization (ESTA). Es handelt sich um eine Sicherheitsüberprüfung vor Reiseantritt, die ausschließlich online per Website und App beantragt werden kann. Auf elektronischem Wege werden wesentliche Daten vor der Einreise erfasst, u. a. mögliche Vorstrafen (insbesondere Straftaten mit einer Haftstrafe von zwölf Monaten oder mehr). Eingeführt wurde ETA mit Wirkung vom 15. November 2023 für die Staatsbürger Katars. Es folgten die anderen Golfstaaten und Jordanien am 22. Februar 2024, die außereuropäischen Länder ohne Visumpflicht am 8. Januar 2025 und die genannten europäischen Länder am 2. April 2025. Jordanien wurde im September 2024 von der Liste der ETA-Länder gestrichen.
Es handelt sich bei ETA um kein Besuchervisum, stellt keine Arbeitserlaubnis dar und ist kein Aufenthaltstitel. Eine ETA berechtigt lediglich zum Besteigen des Flugzeugs, des Zuges oder der Fähre für eine Reise in das Vereinigte Königreich. Die letztendliche Entscheidung über die Einreise in das Vereinigte Königreich obliegt, wie bereits zuvor, der britischen Grenzschutzbehörde. Diese Entscheidung fällt bei der Passkontrolle.

## Betroffener Personenkreis
Eine ETA benötigen alle Besucher des Vereinigten Königreichs; Kinder und Säuglinge jeden Alters sind nicht ausgenommen. Für jede Person ist ein separater Antrag zu stellen. Auch Reisende, die eine Kreativarbeiterkonzession begehren, benötigen eine ETA.
Keine ETA benötigen alle Personen, die ein Visum für die Einreise benötigen, die eine Aufenthaltsgenehmigung bzw. Niederlassung (englisch pre-settled status oder settled status; indefinite leave to remain) für das Vereinigte Königreich besitzen, die neben der britischen oder irischen Staatsbürgerschaft eine zweite Staatsbürgerschaft besitzen sowie Inhaber von Reisepässen der Britischen Überseegebiete.
Staatsangehörige, deren Land nicht auf einer der unten stehenden Länderlisten steht, haben – vor der Reise – ein Visum zu beantragen.

### Innerhalb Europas
Eine ETA benötigen alle Bürger der Europäischen Union (ausgenommen der Republik Irland), außerdem Staatsbürger von Andorra, Island, Liechtenstein, Monaco, Norwegen, San Marino, der Schweiz und der Vatikanstadt.

### Außerhalb Europas
Eine ETA ist von Staatsangehörigen folgender Staaten zu beantragen: Antigua und Barbuda, Argentinien, Australien, Bahamas, Bahrain, Barbados, Belize, Botswana, Brasilien, Brunei, Chile, Costa Rica, Grenada, Guatemala, Guyana, Israel, Japan, Kanada, Katar, Kiribati, Kuwait, Malaysia, Malediven, Marshallinseln, Mauritius, Mexiko, Mikronesien, Nauru, Neuseeland, Nicaragua, Oman, Palau, Panama, Papua-Neuguinea, Paraguay, Peru, Samoa, Saudi-Arabien, Seychellen, Singapur, Salomonen, Südkorea, St. Kitts und Nevis, St. Lucia, St. Vincent und die Grenadinen, Taiwan, Tonga, Trinidad und Tobago, Tuvalu, Uruguay, Vereinigte Arabische Emirate, Vereinigte Staaten, außerdem von Bürgern der Volksrepublik China, die in den Sonderverwaltungszonen Hongkong und Macau leben.

## Kosten
Bis zum 8. April 2025 kostete eine ETA – auf der offiziellen Antragsseite der Regierung des Vereinigten Königreichs – 10 Pfund Sterling (ca. 12 Euro bzw. 11 Schweizer Franken), seit dem 9. April 2025 16 Pfund Sterling (ca. 19 Euro bzw. 18 Schweizer Franken). Zahlungsmittel sind American Express, JCB, Mastercard, Visa, Apple Pay und Google Pay. Die Kosten werden nicht zurückerstattet, auch nicht bei Ablehnung des Antrages.
Das Europäische Verbraucherzentrum (EVZ) warnt vor einer Reihe unseriöser Anbieter, die ein Vielfaches für den Antrag zur Ausstellung einer ETA verrechnen oder ungültige Reisedokumente ausstellen. Das EVZ hat hierzu eine Liste unseriöser Websites erstellt.

## Gültigkeit
Die ETA gilt für einen Zeitraum von zwei Jahren, längstens jedoch nur, solange der angegebene Reisepass Gültigkeit besitzt. Wird ein neuer Reisepass ausgestellt, ist eine neue ETA zu beantragen. Die ETA ermöglicht mehrfache Einreisen in das Vereinigte Königreich für Geschäfts- und Urlaubsreisen, Besuche bei Familie und Freunden sowie kurze Studienaufenthalte. Die Aufenthaltsdauer ist auf sechs Monaten begrenzt.
Gegen die Ablehnung eines Antrages auf Ausstellung einer ETA kann kein Einspruch eingelegt werden. Wird ein Antrag auf ETA abgelehnt, so kann der Reisende ein Visum beantragen und auf dessen Genehmigung warten. Eine Einreise ohne Visum und ohne ETA in das Vereinigte Königreich ist nicht zulässig.
Eine ETA berechtigt nicht zum Wohnen oder Arbeiten im Vereinigten Königreich. Es gelten die allgemeinen Besuchervorschriften, die Aktivitäten von Besuchern, die während ihres Aufenthalts im Vereinigten Königreich ausgeübt werden können, sind stark eingeschränkt. Eine ETA berechtigt weder zur Eheschließung noch zur Inanspruchnahme von Sozialhilfe.

## Transit
Auch für den Transitverkehr ist eine ETA notwendig – ausgenommen sind nur jene Umsteigemöglichkeiten, bei denen keine Grenzkontrolle stattfindet (englisch airside transit). Ein solcher Transit ist derzeit ausschließlich an den Flughäfen London Heathrow und Manchester möglich, in Heathrow jedoch nicht bei allen Terminalwechseln. In jedem Fall ist Nachfrage vor dem Antritt des Fluges geboten.